# Markus Flanagan
Markus Flanagan (* 20. August 1964 in Bucks County, Pennsylvania) ist ein US-amerikanischer Schauspieler.
Sein Schauspieldebüt gab Flanagan 1988 in dem Film Biloxi Blues. Seitdem ist er regelmäßig in Film und Fernsehserien zu sehen.

## Filmografie (Auswahl)
- 1988: Biloxi Blues
- 1988: Zu jung, ein Held zu sein (Too Young the Hero)
- 1988: Club der Rebellen (The Beat)
- 1989: Der Perfekte Zeuge (Perfect Witness)
- 1989: Geboren am 4. Juli (Born on the Fourth of July)
- 1990: Sunset Beat – Die Undercover-Cops (Sunset Beat)
- 1994: Ausgerechnet Alaska (Northern Exposure)
- 1994: Niemand hört den Schrei (Cries from the Heart)
- 1996: Die Rache des Killers (Bloodhounds)
- 1997: Friends (Fernsehserie, Staffel 3 Folge 13)
- 1998: Charmed – Zauberhafte Hexen (Fernsehserie, 1 Episode)
- 2001: Mord im OP / Mord unter Narkose (Malpractice)
- 2001: Ferien unter Palmen (Holiday in the Sun)
- 2001: Für alle Fälle Amy
- 2002: CSI: Miami
- 2004: Volare
- 2005: Unscripted
- 2006: Loving Annabelle
- 2006: Numb3rs – Die Logik des Verbrechens
- 2006: CSI: Den Tätern auf der Spur
- 2007: Heroes
- 2004–2007: Unfabulous
- 2007: Operation: Kingdom (The Kingdom)
- 2008: Sieben Leben (Seven Pounds)
- 2009: Navy CIS
- 2010: Meeting Spencer
- 2010: Life as We Know It
- 2015: Supernatural